# Butot
Butot település Franciaországban, Seine-Maritime megyében. Lakosainak száma 281 fő (2022. január 1.). Butot Le Bocasse, Hugleville-en-Caux, Sainte-Austreberthe, Saint-Ouen-du-Breuil és Sierville községekkel határos.

## Népesség
A település népességének változása:
| Lakosok száma | 288  | 283  | 287  | 281  | 282  | 284  | 285  | 283  | 281  |
|               | 2013 | 2015 | 2016 | 2017 | 2018 | 2019 | 2020 | 2021 | 2022 |